# Liste der diplomatischen Vertretungen in Island

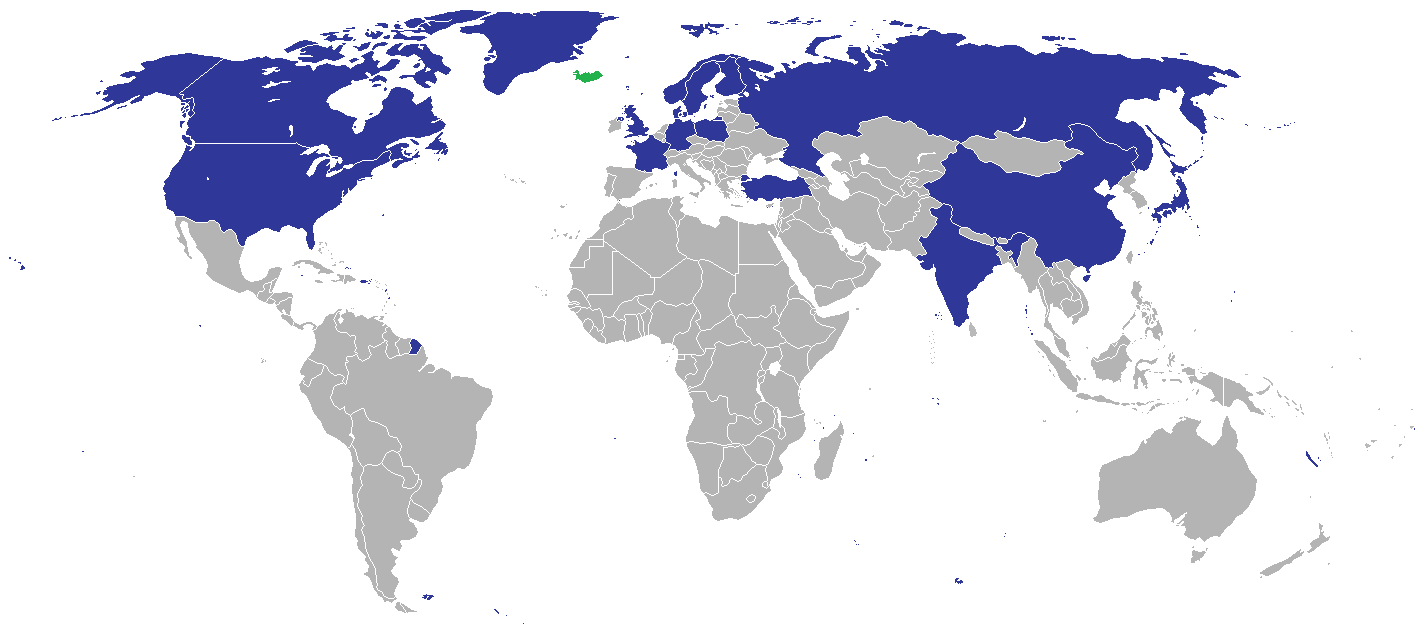
Staaten mit einer Botschaft in Island

Die Liste der diplomatischen Vertretungen in Island führt Botschaften und Konsulate auf, die im 
europäischen Staat Island eingerichtet sind (Stand 2019).

## Botschaften in Reykjavík
14 Botschaften sind in der Islands Hauptstadt Reykjavík eingerichtet (Stand 2019).

### Staaten
| - Dänemark: Botschaft - Deutschland: Botschaft - Finnland: Botschaft - Frankreich: Botschaft - Indien: Botschaft - Japan: Botschaft - Kanada: Botschaft |  | - Norwegen: Botschaft - Polen: Botschaft - Russland: Botschaft - Schweden: Botschaft - Vereinigtes Königreich: Botschaft - Vereinigte Staaten: Botschaft - Volksrepublik China: Botschaft |